# Daria Zabawska
Daria Zabawska (née le 14 avril 1995 à Białystok) est une athlète polonaise spécialiste du lancer du disque.

## Biographie
En 2015, elle est médaillée de bronze aux championnats polonais du lancer du disque avec 57,22 m et aux championnats polonais de la jeunesse avec 54,94 m, et a terminé quatrième aux championnats européens de la jeunesse avec 59,06 m.
En 2016, elle remporte la médaille de bronze aux championnats de Pologne avec 55,94 m et la médaille d'argent aux championnats de Pologne pour les jeunes avec 54,58 m.
En 2017, elle devient championne de Pologne des jeunes avec un score de 56,73m et vice-championne d'Europe des jeunes avec 59,08m,. Elle remporte également le vice-championnat de Pologne avec un score de 58,22m, et termine quatrième aux Universiades avec un score de 56,58m,.
En 2019, elle est championne de Pologne avec 59,71 m. Un an plus tard, elle défend son titre avec un score de 55,72m.
Elle représente le club KS Podlasie Białystok (pl) et est entraînée par son père Przemysław Zabawski (pl).

## Palmarès
| Date | Compétition                   | Lieu      | Résultat | Épreuve          | Marque  |
| ---- | ----------------------------- | --------- | -------- | ---------------- | ------- |
| 2014 | Championnats du monde juniors | Eugene    | 24e      | Lancer du disque | 45,13 m |
| 2015 | Championnats d'Europe espoirs | Tallinn   | 4e       | Lancer du disque | 59,06 m |
| 2017 | Championnats d'Europe espoirs | Bydgoszcz | 2e       | Lancer du disque | 59,08 m |
| 2017 | Universiade                   | Taipei    | 4e       | Lancer du disque | 56,58 m |
| 2017 | DécaNation                    | Angers    | 3e       | Lancer du disque | 57,71 m |
| 2021 | Coupe d'Europe des lancers    | Split     | 6e       | Lancer du disque | 58,79 m |

## Records
| Épreuve          | Marque  | Lieu    | Date        |
| ---------------- | ------- | ------- | ----------- |
| Lancer du disque | 62,36 m | Gliwice | 2 juin 2019 |
| Lancer du poids  | 12,78 m | Łódź    | 23 mai 2015 |